# بريندا جويس
بريندا جويس (بالإنجليزية: Brenda Joyce)‏ هي عارضة وممثلة أمريكية، ولدت في 25 فبراير 1917 في الولايات المتحدة، وتوفيت في 4 يوليو 2009 بسانتا مونيكا في الولايات المتحدة بسبب ذات الرئة.

## وصلات خارجية
- بريندا جويس على موقع IMDb (الإنجليزية)
- بريندا جويس على موقع ألو سيني (الفرنسية)
- بريندا جويس على موقع أول موفي (الإنجليزية)
- بريندا جويس على موقع قاعدة بيانات الأفلام السويدية (السويدية)
- بريندا جويس على موقع إن إن دي بي (الإنجليزية)
- بريندا جويس على موقع قاعدة بيانات الفيلم (الإنجليزية)
- بريندا جويس على موقع كينوبويسك (الروسية)